# Black Rams Tokyo
Maillots
Dernière mise à jour : 24 octobre 2018.
Le Black Rams Tokyo, anciennement Ricoh Black Rams, est un club japonais de rugby à XV qui évolue en Japan Rugby League One. Le club est basé dans la capitale du Japon, Tokyo, dans le Kantō. Ce club est connu pour avoir fait signer plusieurs stars du rugby mondial comme le centre All Black Ma'a Nonu ou le joueur polyvalent  du XV de la rose Riki Flutey, mais il a fait également d'autres gros coups en 2012 en recrutent le springbok Wynand Olivier.

## Histoire
Pour la saison 2022, le club adopte le nom de Black Rams Tokyo. Évoluant précédemment dans plusieurs stades, le club se fixe pour cette nouvelle saison au Komazawa Olympic Park Stadium (en).

### Effectif 2024-2025
| Piliers - Norihiro Aso - Taichi Chiba - Kousei Nakamura - Kazuma Nishi - Shohei Oyama - Paddy Ryan - Daigo Sasagawa - Yuichiro Taniguchi - Taishi Tsumura - Samuel Waqabaka Talonneurs - Shin Ouchi - Masashi Onishi - Lulu Paea - Kou Sato - Hinata Takei (c) Deuxièmes lignes - Harrison Fox - Josh Goodhue - Pohiva Lotoahea - Jacob Skeen - Michael Stolberg - Daiki Yanagawa - Reijiro Yamamoto | Troisièmes lignes - Amato Fakatava - Talau Fakatava - Liam Gill - Nathan Hughes - Otoya Kihara - Shuhei Matsuhashi - Brodi McCurran - Shinichi Tanaka - Shu Yamamoto - Shogo Yamamura - Junpei Yukawa Demis de mêlée - Seima Inaba - Takanobu Minami - TJ Perenara - Toshiya Takahashi - Shota Yamamoto Demis d'ouverture - Kohei Horigome - Kotaro Ito - Isaac Lucas - Ichigo Nakakusu | Centres - Takumi Aoki - Daisuke Hamano - Yuki Ikeda - Ryohei Isoda - Yuta Kurihara - Penieli Latu - Larzlow Sword - Siope Tavo - Semisi Tupou Ailiers - Yoshiyuki Koga - Amanaki Lotoahea - Daisuke Nishikawa - Tomu Takamoto - Netani Vakayalia - Tomoya Yamamura 'Arrières - Taira Main |
| | | |
| | | |

## Joueurs célèbres
- Stephen Larkham
- Ma'a Nonu
- Wynand Olivier
- Riki Flutey
- James Haskell
- Hale T-Pole
- Michael Broadhurst